# 昆庫斯坎查山
9°55′07″S 77°35′06″W / 9.91861°S 77.58500°W
昆庫斯坎查山（Kunkush Kancha），是秘魯的山峰，位於該國北部安卡什大區，由馬爾巴斯區和科塔帕拉科區負責管轄，屬於內格拉山脈的一部分，海拔高度4,600米。